# マレーシアフィギュアスケート選手権
マレーシアフィギュアスケート選手権（英語: Malaysia National Figure Skating Championships)は、マレーシアのフィギュアスケート全国選手権。

## 概要
マレーシアのフィギュアスケート選手権は、4月上旬に、シングル競技のシニアクラス・ジュニアクラス、またベーシックスキルクラスが行われている。
マレーシアアイススケート協会に所属していない選手もエントリー可能なオープン参加形式であり、正式名称は「Malaysia OPEN National Figure Skating Championships & Basic Slill Competition」となる。

## 歴代メダリスト

### 男子シングル
| 年     | 開催地           | 金                | 銀               | 銅                |
| 2011年 |                  | Ryan YEE ZHI-JWEN |                  |                   |
| 2012年 |                  | Ryan YEE ZHI-JWEN | ジュリアン志傑乙 |                   |
| 2013年 |                  | ジュリアン志傑乙  | Zhen Feng CHAN   |                   |
| 2014年 | スバン・ジャヤ   | ジュリアン志傑乙  | 周凱翔           | Ryan YEE ZHI-JWEN |
| 2015年 | プトラジャヤ     | ジュリアン志傑乙  | 周凱翔           | 競技者なし        |
| 2016年 | クアラルンプール | ジュリアン志傑乙  | 周凱翔           | 競技者なし        |